# واتسلاف موراوک
واتسلاف موراوِک (چکی: Václav Morávek؛ ‏ تلفظ در چکی: [ˈvaːtslaf]؛ ‏ ۸ اوت ۱۹۰۴ – ۲۱ مارس ۱۹۴۲) درجه‌دار و قهرمان ملی اهل چکسلواکی بود. وی یکی از چهره‌های مشهور و شاخص مقاومت در چکسلواکی در برابر آلمان و یکی از اعضای گروه سه شهریار بود.
او قهرمان ورزش تیراندازی در ارتش چکسلواکی بود و شعارش در خلال جنگ جهانی دوم شهرت دارد: «من به خدا و هفت‌تیرم ایمان دارم». سروان واتسلاف موراوِک به سبب شخصیت متهور و بی‌پروایش شهرت داشت و پس از دستگیری و اعدامِ دو همرزمش یوزف ماشین و یوزف بالابان، حدود ۱۰ ماه دیگر به مبارزه و مقاومت ادامه داد تا آنکه در جریان یک درگیری مسلحانه با نیروهای گشتاپو در سال مارس ۱۹۴۲ میلادی، جهت نجاتِ جانِ یکی دیگر از یارانش به نامِ «واتسلاف ژِهاک»، کشته شد.
وی را در ۸ دسامبر ۲۰۰۵ میلادی و سال‌ها پس از مرگش، به‌طور افتخاری به درجهٔ سرتیپی ارتقا دادند.